# کورتنی گینس
کورتنی گینس (به انگلیسی: Courtney Gains) (زاده ۲۲ اوت ۱۹۶۵) بازیگر آمریکایی است.
از فیلم‌های معروف او می‌توان به بازی در فیلم سریع‌تر، نمی‌توانید عشق مرا بخرید، ممفیس بل، آتش‌افروزان جهنم، گاو برانکس، ستایشگر پنهانی و حومه‌نشین‌ها اشاره کرد.